# ناتالیا سوسکا
ناتالیا سوسکا (اوکراینی: Наталя В'ячеславівна Сумська؛ زادهٔ ۲۲ آوریل ۱۹۵۶) بازیگر، مجری، و مجری تلویزیون اهل اتحاد جماهیر شوروی سوسیالیستی است.
از فیلم‌ها یا برنامه‌های تلویزیونی که وی در آن نقش داشته‌است می‌توان به خدمتکار مردم اشاره کرد.
وی همچنین برندهٔ جوایزی همچون جایزه ملی شوچنکو شده‌است.